# Udo Bauer
Udo Bauer (* 22. Januar 1959 in Dresden) ist ein ehemaliger deutscher Leichtathlet, der für die DDR im 200-Meter-Lauf und im 400-Meter-Lauf antrat.

## Sportliche Karriere
Udo Bauer startete für den SC Cottbus. Bei den DDR-Meisterschaften 1980 gewann die 4-mal-400-Meter-Staffel des SC Cottbus den Titel, nachdem sie in den beiden Jahren davor den zweiten Platz belegt hatte. 1983 siegte Bauer bei den Hallenmeisterschaften über 200 Meter.
Udo Bauer trat von 1978 bis 1983 in elf Wettkämpfen im Nationaltrikot an. Im Europacup belegte er 1979 und 1983 den zweiten Platz mit der 4-mal-400-Meter-Staffel.
Seine Bestzeit über 200 Meter von 21,10 Sekunden erreichte Bauer am 3. Juni 1979 in Leipzig. Über 400 Meter lief Bauer am 29. Juli 1979 in Potsdam 46,10 Sekunden.